# Richard Spiegelburg
Richard Spiegelburg (* 12. srpna 1977, Georgsmarienhütte, Dolní Sasko) je bývalý německý atlet, který se věnoval skoku o tyči.
Největší úspěch své kariéry zaznamenal v roce 1999 na světové letní univerziádě v Palma de Mallorca. V témž roce se umístil na mistrovství Evropy do 22 let v Göteborgu na čtvrtém místě. O rok později skončil na halovém ME v belgickém Gentu čtvrtý. Na mistrovství světa v Edmontonu 2001 obsadil šesté místo (575 cm). V roce 2002 se kvalifikoval do finále halového ME ve Vídni, kde skončil na osmém místě. Těsně pod stupni vítězů, čtvrtý skončil na letní univerziádě 2005 v tureckém İzmiru . Na mistrovství Evropy v Göteborgu v roce 2006 obsadil třináctou pozici.
Jeho mladší sestra Silke se rovněž věnovala skoku o tyči.